# Anna Grigor'evna Toporkova
Anna Grigor'evna Toporkova, in russo Анна Григорьевна Топоркова? (Mosca, 1854 – Mosca, dopo il 1930), è stata una rivoluzionaria russa.

## Biografia
Figlia di un commerciante, dopo gli studi nel Primo ginnasio femminile di Mosca, nel 1872 si trasferì in Svizzera con le sorelle Marija ed Evgenija Subbotina per frequentare la Facoltà di medicina dell'Università di Zurigo. A Zurigo entrò nel circolo delle emigrate russe Fričej. Si trasferì a Berna quando il governo russo vietò d'iscriversi all'Università di Zurigo e nell'autunno del 1874 tornò in Russia. In ottobre chiese di essere ammessa ai corsi di ostetricia dell'Accademia di medicina di San Pietroburgo, ma la sua domanda fu respinta, e trovò lavoro come infermiera in un ospedale della capitale. Trasferitasi a Mosca nel febbraio del 1875, entrò a far parte dell'Organizzazione socialrivoluzionaria panrussa e alla fine di maggio passò a Ivanovo-Voznesensk per lavorare in una fabbrica tessile e svolgervi propaganda anti-zarista tra le operaie.
Arrestata il 9 agosto 1875 con altri compagni, fu rinchiusa nel carcere della Butyrska di Mosca, dove tentò il suicidio, e fu allora inviata nella Casa di detenzione preventiva di Pietroburgo. Imputata nel «processo dei 50», fu condannata il 14 marzo 1877 a quattro anni di lavori forzati per appartenenza ad associazione sovversiva. Il 29 ottobre 1878 la pena le fu commutata nell'esilio in Siberia. Fu inviata a Šuja, nella provincia di Vladimir, da dove poté tornare nel luglio del 1882 nella Russia europea e vivere a Ivanovo-Voznesensk. Dopo il matrimonio con l'ingegner Aleksandr Gorev, abitò a Orechovo e dopo la morte del marito, che nel 1907 fu deputato dell'effimera II Duma di Stato, Anna Toporkova si trasferì a Mosca, dove visse fino alla morte, avvenuta intorno al 1930.